# 正规子群
在抽象代数中，正规子群或不变子群指一类特殊的子群。由正规子群，可以引导出商群的概念。埃瓦里斯特·伽罗瓦是最早认识到正规子群的重要性的人。
沒有非平凡正規子群的群叫做單群；所有的子群都是正規子群的群叫做戴德金群，非交換的戴德金群又稱漢彌爾頓群。

## 定义
如果群G的子群N在共轭变换下不變，N即是一個正規子群；就是說對於每個N中元素n和每個G中的元素g，元素gng−1仍在N中。我們寫為 
{\displaystyle N\triangleleft G\,\,\Leftrightarrow \,\forall \,n\in {N},\forall \,g\in {G}\ ,gng^{-1}\in {N}}
下列條件等價於子群N在G中是正規子群。其中任何一個都可以用作定義：
1. N 在 G 的元素誘導的共轭变换下不變，即對於G中的所有g，gNg−1  =N。
2. N 在 G 的元素誘導的共轭变换下的象集为自己的子集，即對於G中的所有g，gNg−1 ⊆ N。
3. N在G中的左陪集的集合和右陪集的集合是一致的。
4. 對於G中的所有g，gN = Ng。
5. N是G的若干共軛類的并集。
6. G 中的任何两个元素，在相乘后是正规子群成员的关系下是可交换的，即 {\displaystyle \forall g,h\in G,gh\in N\iff hg\in N}。
7. 存在以N為核的G的群同態：{\displaystyle \exists \phi \in \mathrm {Hom} (G):\mathrm {ker} \phi =N}。

注意條件（1）邏輯上弱於條件（2），條件（3）邏輯上弱於條件（4）。為此，條件（1）和條件（3）經常用來證明N在G中是正規子群，而條件（2）和（4）用來證明N在G中是正規子群的推論；而這些條件，尤其條件（7），可用於證明一個群不是單群。

## 陪集和正規子群
给定一个群G，以及G的一个子群H，G的一个元素a，集合：
{\displaystyle aH=\left\{ax|x\in H\right\}}称作H关于a的左陪集。a叫做aH的代表元。
类似地，可以定义H关于a的右陪集：
{\displaystyle Ha=\left\{xa|x\in H\right\}}。
可以证明：对于G中的两个元素a、b，{\displaystyle (a^{-1}b\in H)\Longleftrightarrow (aH\cap bH\neq \varnothing )\Longleftrightarrow (aH=bH)}。因此aH和bH只有两种关系：相等，或交集为空，即{\displaystyle aH=bH}或者{\displaystyle aH\cap bH=\varnothing }。
于是群G可以被分解成：
{\displaystyle G=\bigcup _{a\in G}aH}
这个分解称作群G的左陪集分解。类似地有群G的右陪集分解：
{\displaystyle G=\bigcup _{a\in G}Ha}
进一步地，可以证明由{\displaystyle a\sim b\Longleftrightarrow a^{-1}b\in H}所定义的关系是一个等价关系，集合中的每个等价关系都可确定一个等价类，因此每个{\displaystyle aH}是一个等价类。每个{\displaystyle aH}中含有的元素个数是相等的。
此外，群G的左陪集分解与群G的右陪集分解间存在同构：
{\displaystyle \tau :aH\mapsto Ha^{-1}}
因此H的左陪集个数和右陪集个数是相等的，叫做H对G的指数。
对于一般的H，集合{\displaystyle \left\{aH|a\in G\right\}}关于子集的积并不是一个群。对于G中的元素a、b，子集的积{\displaystyle aH\times bH=abH}，但对于{\displaystyle a^{\prime }\in aH,b^{\prime }\in bH}，不一定有{\displaystyle a^{\prime }H\times b^{\prime }H=abH}。群G的正规子群或不变子群H使得{\displaystyle \left\{aH|a\in G\right\}}关于子集的积是這個群的子群。这时H的左陪集和右陪集是一样的，统称陪集。陪集组成的群叫做G关于H的商群，记作{\displaystyle {\frac {G}{H}}}。商群的目数等于H对G的指数。

## 例子
- {e}和G自身总是G的正规子群，這兩個正規子群又稱作G的平凡正規子群，而其他所有的正規子群都是非平凡的正規子群。如果G只有平凡正规子群，就叫做简单群。
- 群G的中心是G的正规子群。
- 群G的交换子群是G的正规子群。
- 一个阿贝尔群（或交换群）的所有子群都是它的正规子群，因为显然有gH = Hg。不是阿贝尔群，但全部子群都是正规子群的群叫做哈密尔顿群（Hamiltonian group），阶数最小的例子是四元数单位{\displaystyle \pm 1,\pm i\pm j,\pm k}对乘法构成的群{\displaystyle Q_{8}}。
- 任何有限维欧几里得空间中，平移群都是欧几里得群的正规子群。比如说在3维空间中，先旋转，平移，再作原来旋转的逆，结果是原来的平移。先做镜面对称，平移，再作原来镜面对称的逆，还是原来的平移。将平移按长度分类，就得到一个等价类。平移群是各种长度的平移的并集。

## 性质
- 满同态保持正规子群的性质，逆映射也是一样。

- 直积保持正规子群的性质。
- G的正规子群的正规子群不一定是G的正规子群，即是说正规子群没有传递性。但是，G的正规子群的特征子群总是G的正规子群。
- G的所有2阶的子群都是正规子群。G中每个阶为n的子群都包含一个G的正规子群K，它对G的阶整除n!。特别地，当p是|G|的最小质因数时，G的所有p阶的子群都是正规子群。